# Biburg
Biburg település Németországban, azon belül Bajorországban. Lakosainak száma 1439 fő (2023. december 31.). Biburg Neustadt an der Donau és Siegenburg községekkel határos.

## Népesség
A település népessége az elmúlt években az alábbi módon változott:
| Lakosok száma | 516  | 727  | 619  | 939  | 1175 | 1183 | 1236 | 1256 | 1397 | 1439 |
|               | 1875 | 1950 | 1975 | 1987 | 2012 | 2014 | 2016 | 2017 | 2021 | 2023 |

## Fekvése
Abensbergtől 3 km-rel délre fekvő település.

## Nevezetességek
- Bazilika - román stílusban épült, szép kapuzattal.
- Kolostor

## Galéria

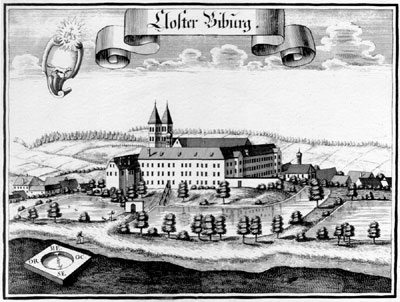
A biburgi kolostor egy régi metszeten
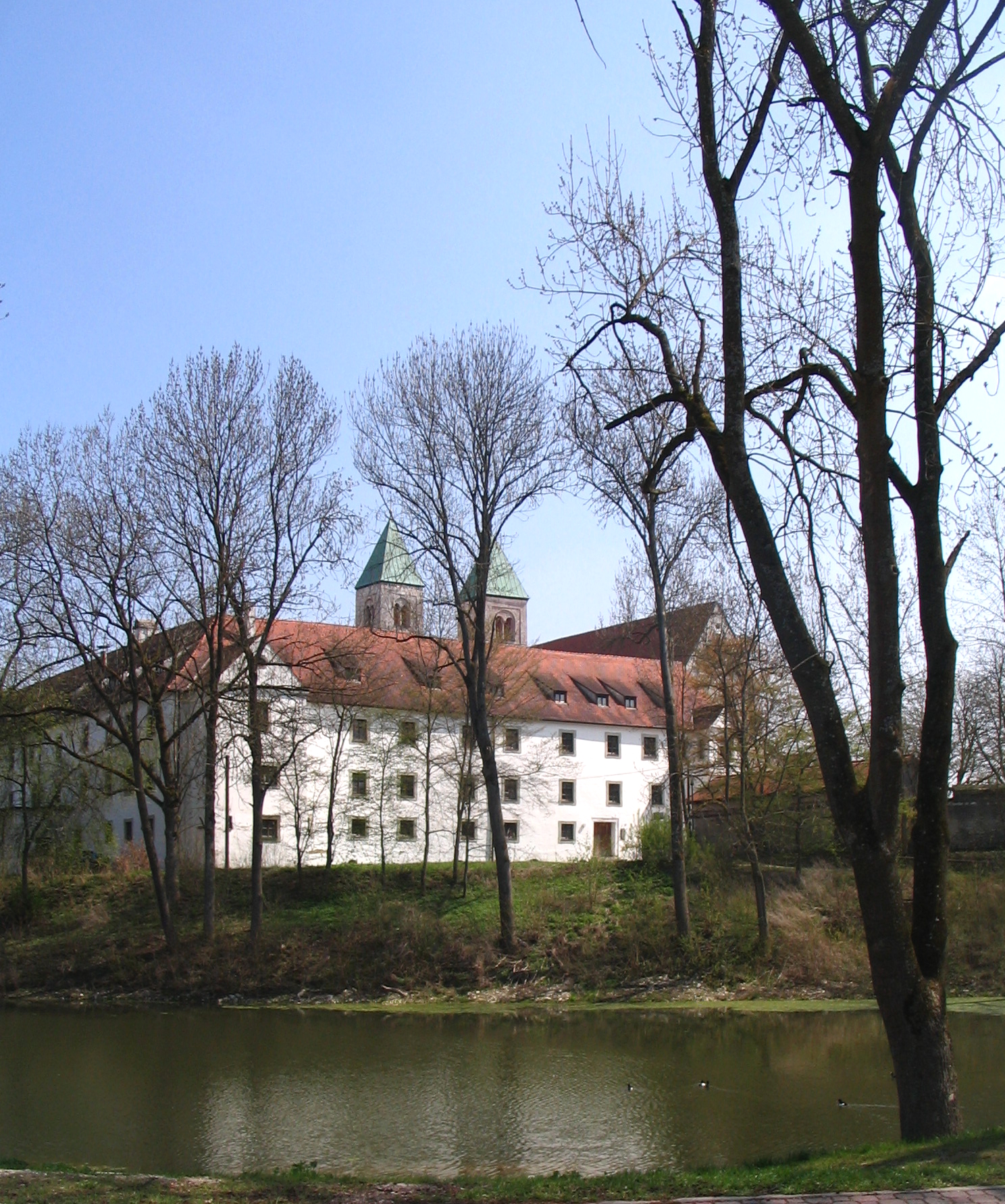
A kolostor épülete, háttérben a kolostortemplommal
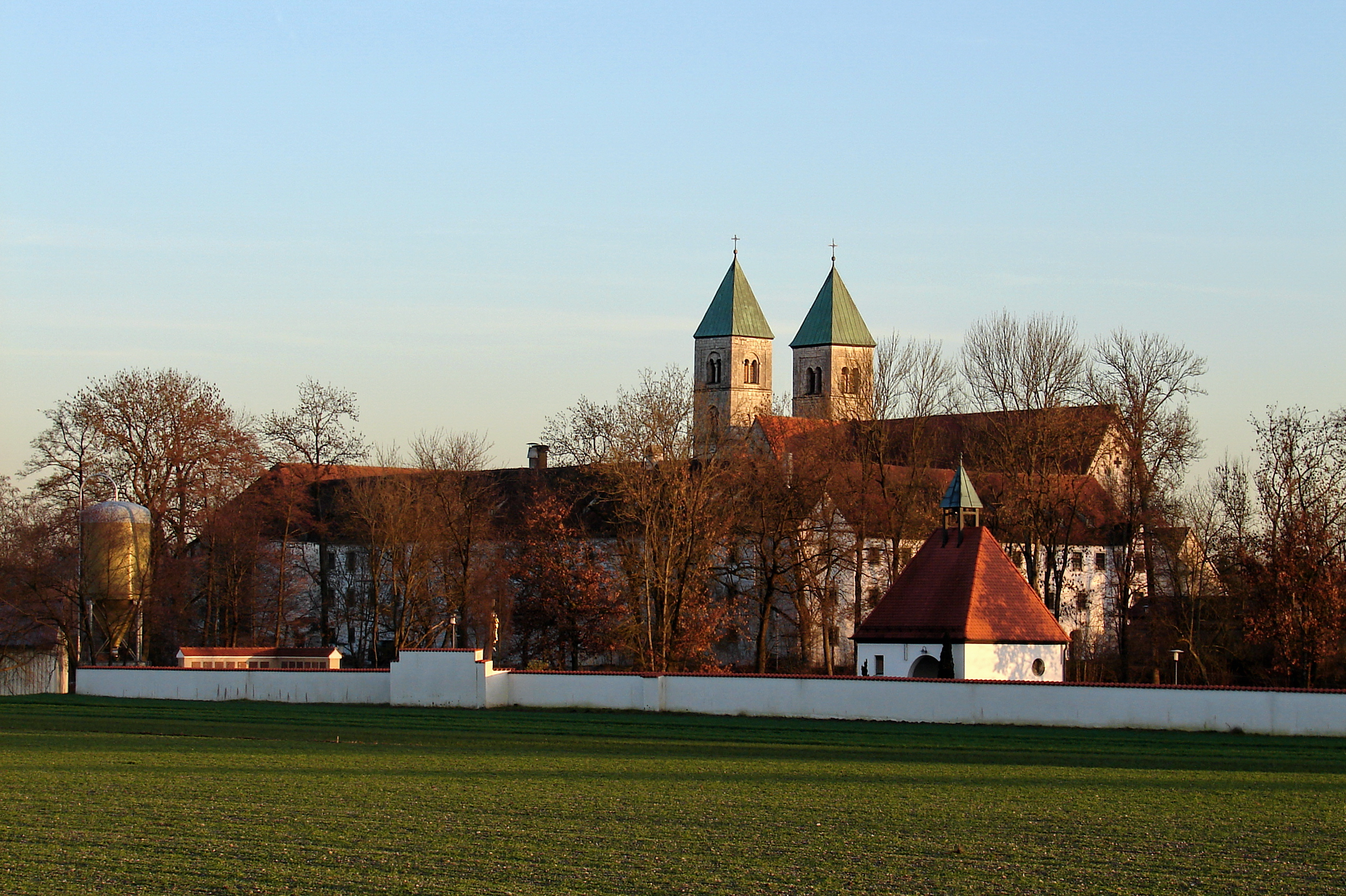
A kolostor
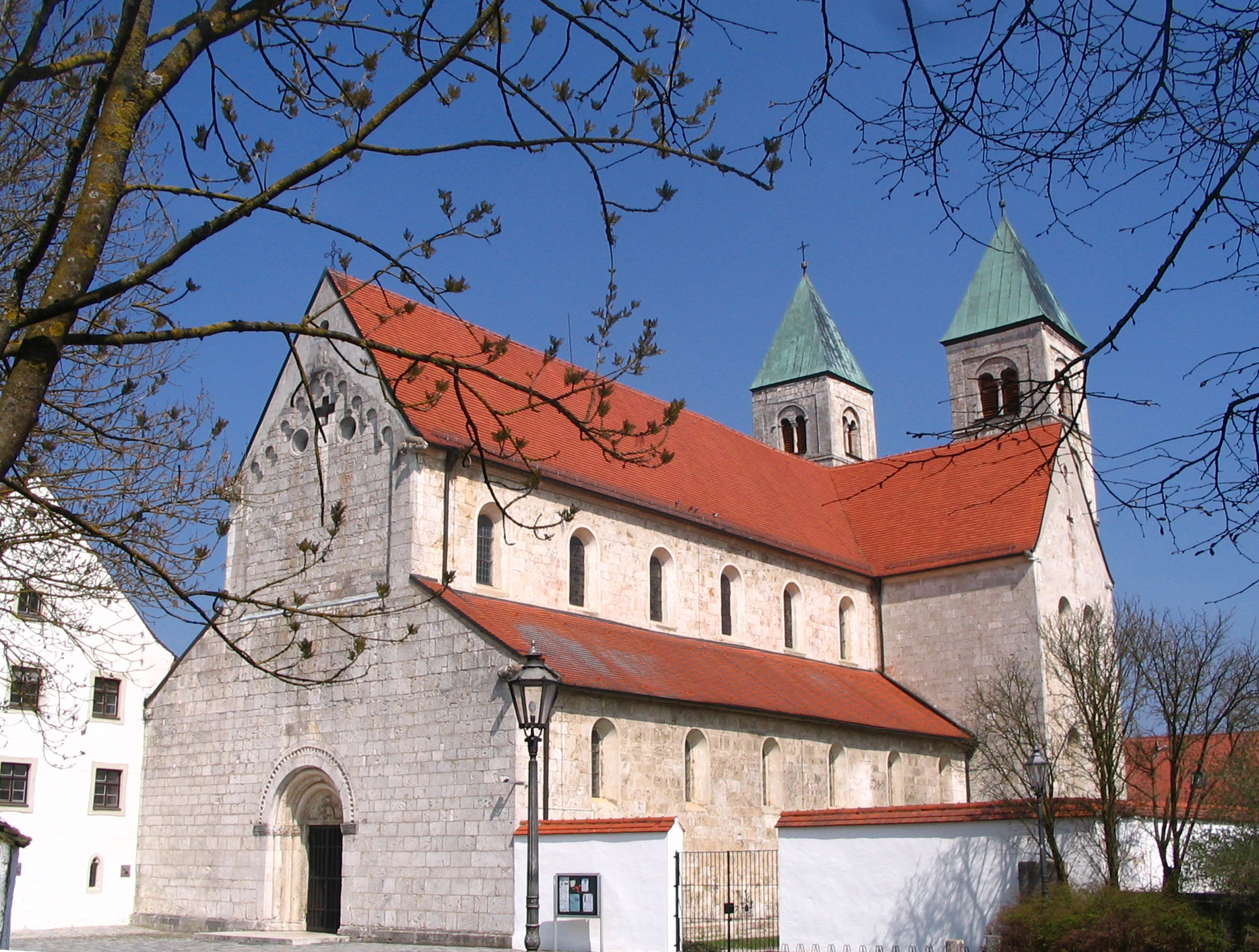
Maria Immaculata kolostortemplom
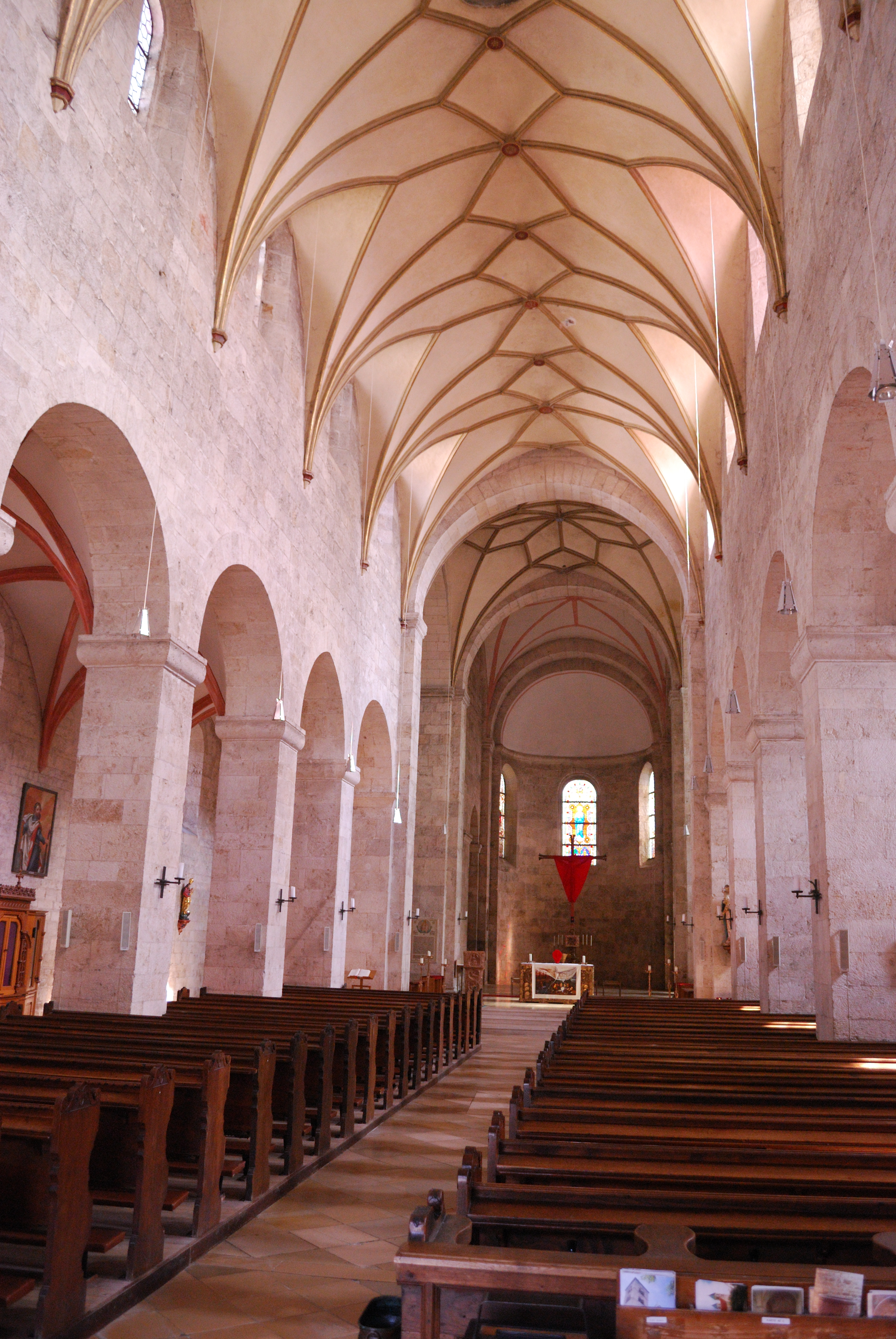
Templombelső
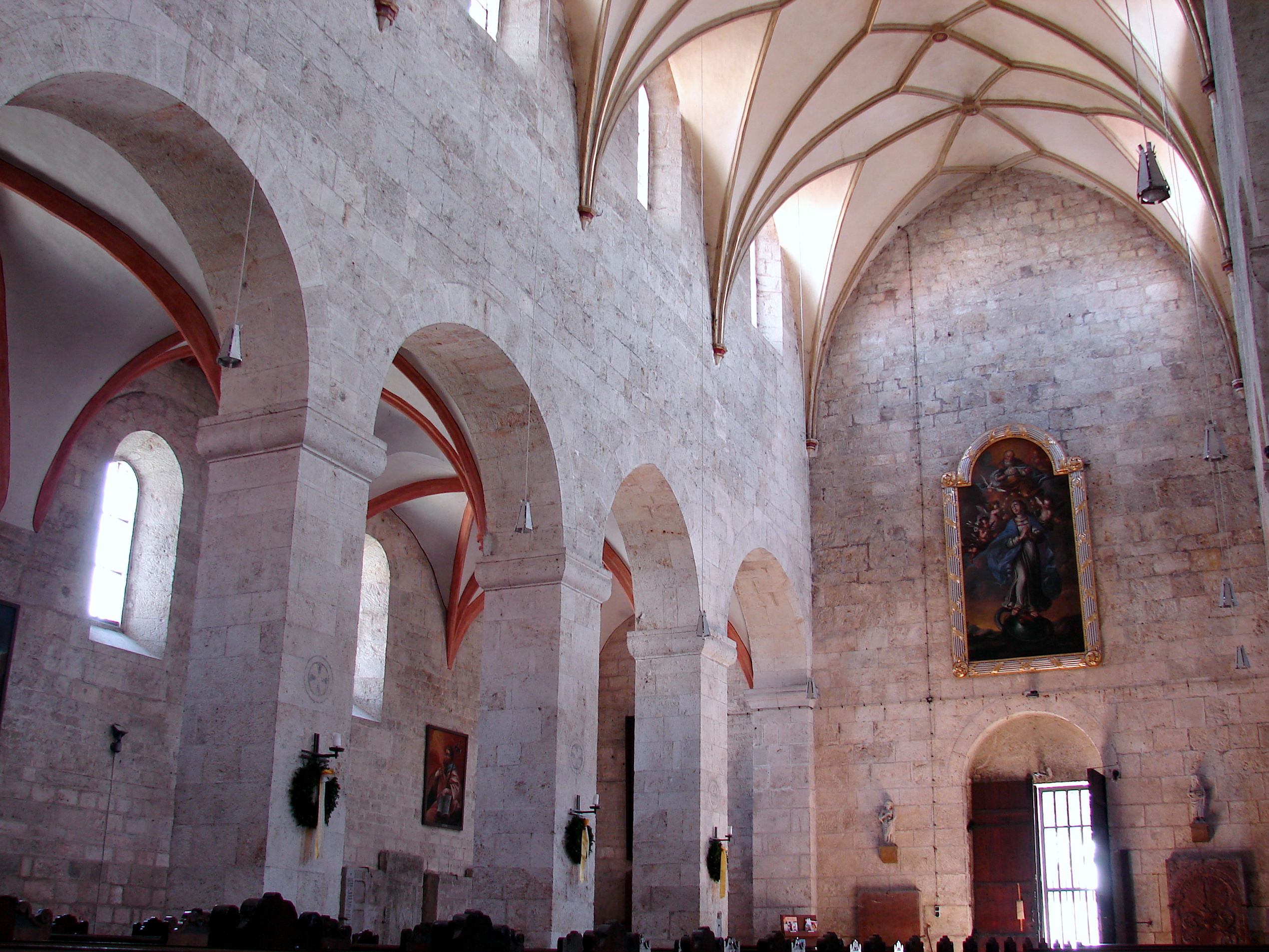
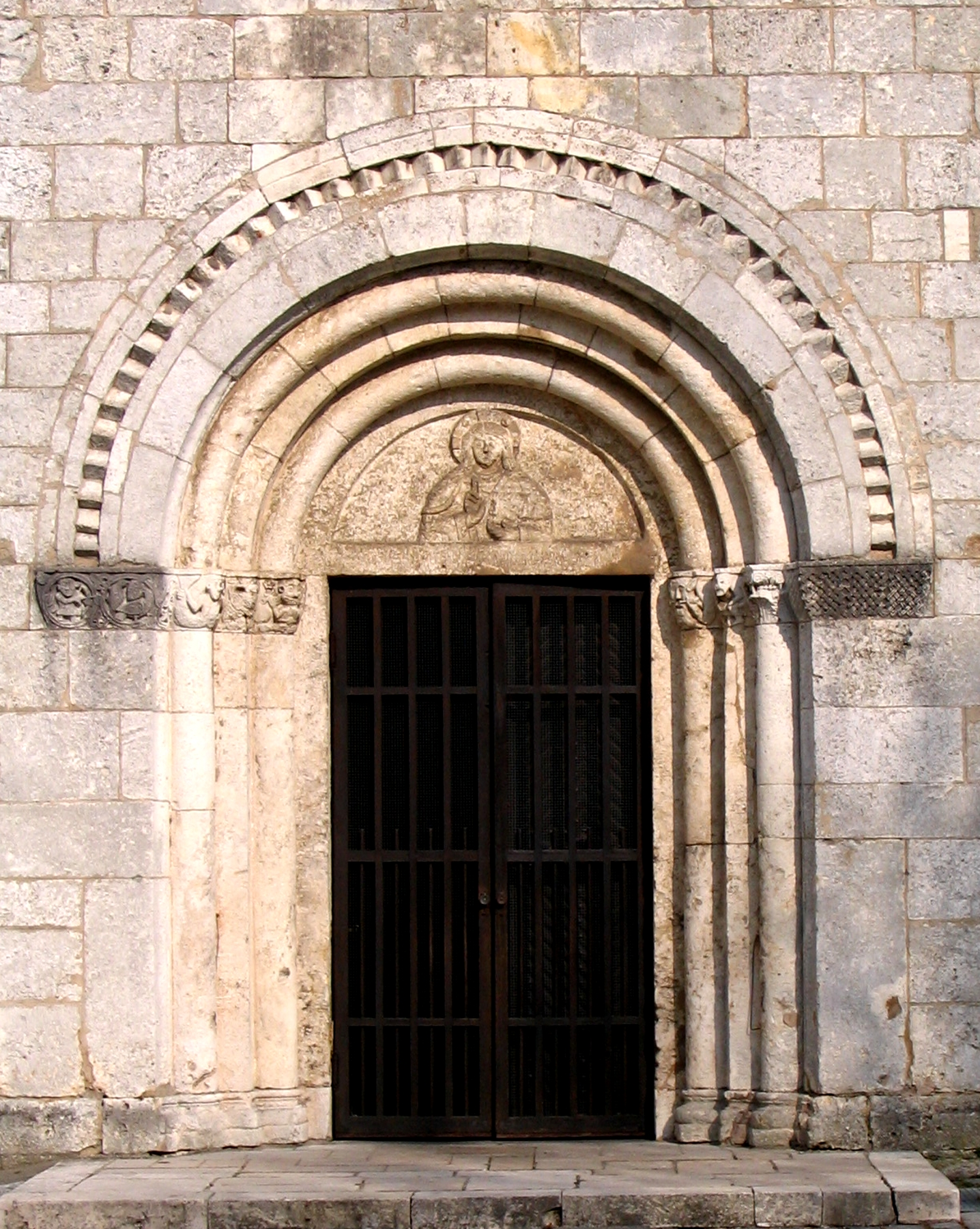
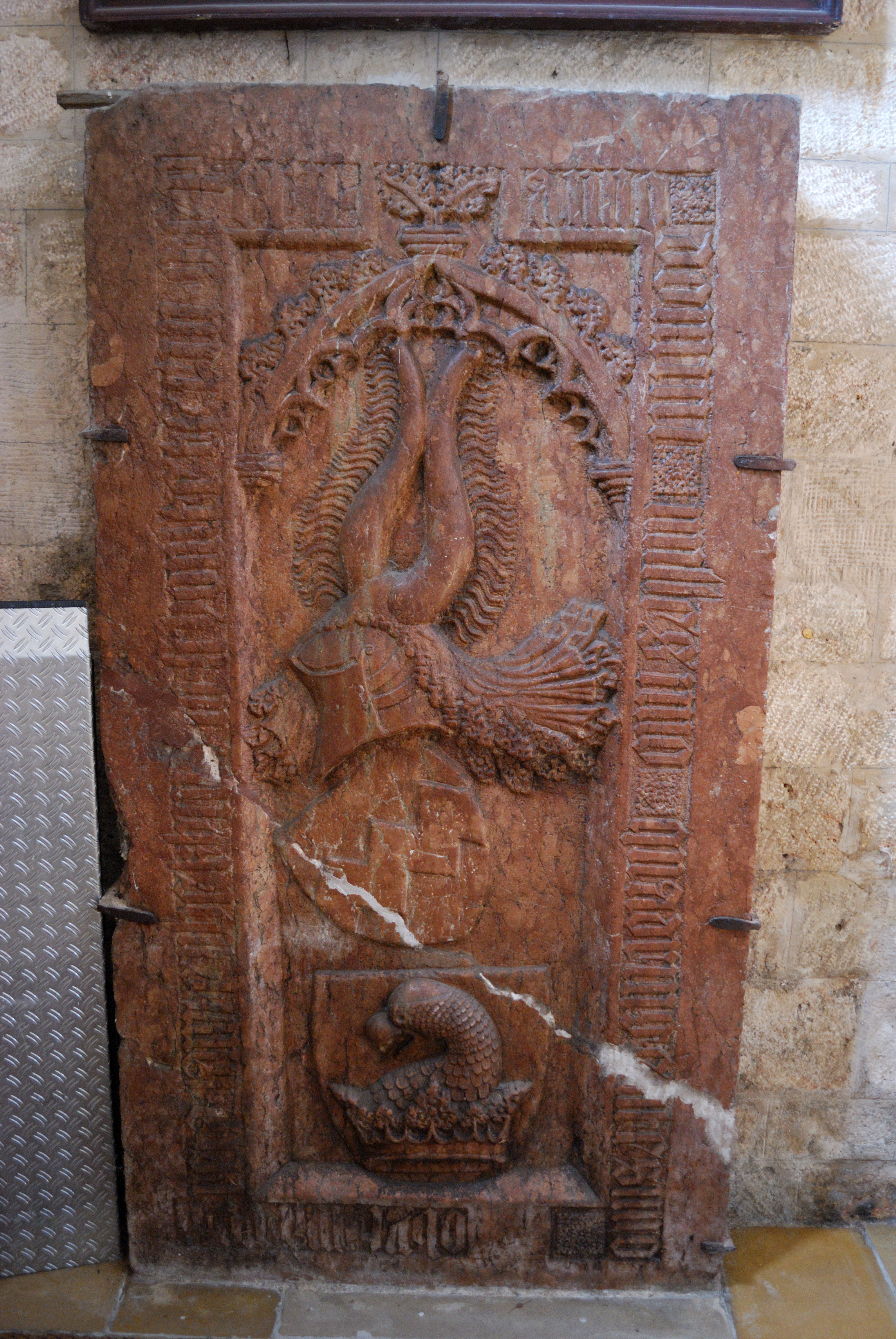
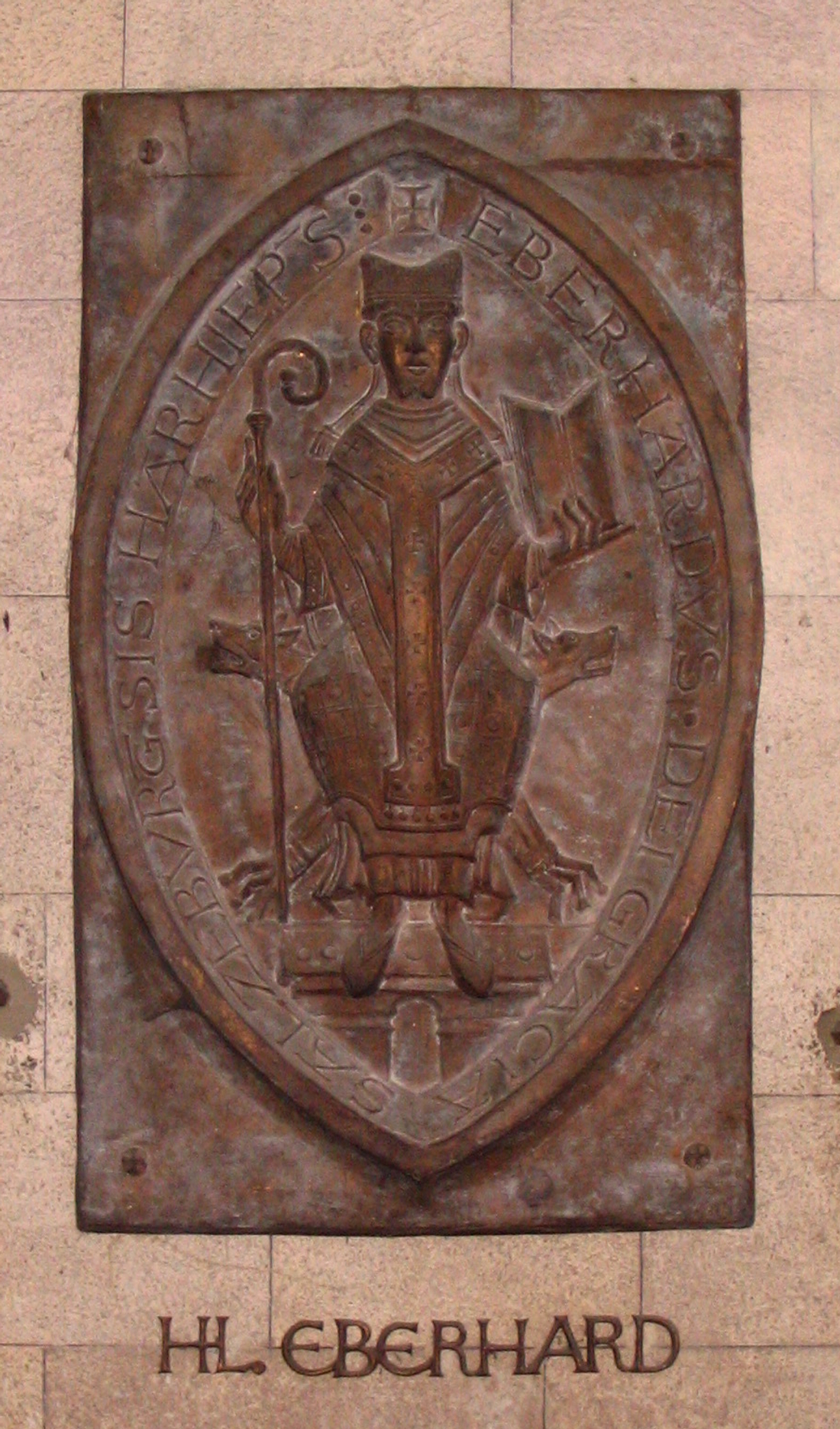